# Autostrada A1 (Bulgaria)
Autostrada A1, denumită și Autostrada Tracia (în bulgară Aвтомагистрала „Тракия“, transliterat: Avtomagistrala „Trakia”) este o autostradă din Bulgaria care leagă capitala Sofia cu Plovdiv și cu portul Burgas de la Marea Neagră. Ea își trage denumirea neoficială de la regiunea istorică Tracia, a cărei parte de nord (bulgărească) o traversează de la vest la est. Lungimea totală a autostrăzii este de 360 km și a fost terminată la 15 iulie 2013. 
A1 se leagă de centura Sofiei la vest, permițând acces rapid la autostrada Hemus (A2) și autostrada Liulin (A6). Sunt planificate viitoare noduri cu autostrada Kalotina și cu autostrada de centură Sofia Nord pentru a simplifica traficul în jurul capitalei.
La capătul de est, autostrada Tracia se va intersecta cu viitoarea autostradă a Mării Negre (A5), pentru acces rapid dinspre sud către orașul Varna și stațiunile de pe litoral.
Autostrada Marița (A4)  ce leagă autostrada Tracia de punctul de trecere a frontierei cu Turcia de la Kapitan Andreevo se ramifică la nodul Orizovo aflat la kilometrul 169. Nodul se află între Plovdiv și Cirpan, la circa 5 km nord de Parvomai.

## Istorie
Autostrada A1 (Tracia) a fost construită între 1973 și 2013. Construcția sa a fost aprobată doar la 19 mai 1964, când guvernul socialist din Bulgaria a aprobat construcția a mai multor autostrăzi. 
Prima secțiune, de 10 km între Șoseaua Țarigrad din Sofia și Novi Han a fost construită începând cu 1973, fiind inaugurată în 1978. În 1980 este inaugurată secțiunea prin trecătoarea Vakarel, iar în 1982 autostrada ajunge la nord de Pazardjik. În anul 1984, autostrada conecta deja cele mai importante orașe ale Bulgariei - Sofia și Plovdiv; ulterior un alt tronson, varianta de ocolire Plovdiv Nord a fost inaugurată în iulie 1987.
Această autostradă a fost și singura în era comunistă a Bulgariei. Lucrările la A1 au sistat din cauza problemelor economice întâmpinate la finalul anilor 1980 și în anii 1990. Pe 17 noiembrie 1995, o secțiune de 32 de kilometri, între Plovdiv și Cerna Gora/Plodovitovo a fost dată exploatării. La aceasta s-a adăugat încă o scurtă secțiune care includea un nod rutier.
În mai 2003, cu ajutorul fondurilor provenite de la Banca Europeană de Investiții, începeau lucrările pentru secțiunea Plodovitovo-Stara Zagora. A fost dată în exploatare între 1 iulie 2006 și 5 octombrie 2007. Un alt tronson, între Karnobat și Burgas, este inaugurat pe 5 august 2006 (lucrările la respectivul tronson au început în 1987, dar au fost abandonate la scurt timp). În 2010, prim-ministrul bulgar, Boiko Borisov anunță începerea construcției pentru secțiunea finală a autostrăzii, până la Burgas. 
Pe 1 iulie 2012, autostrada este inaugurată până la Nova Zagora, iar pe 26 august în același an, până la Iambol-Vest. Într-un final, ultimul tronson, legând Iambol și Karnobat, este inaugurat pe 15 iulie 2013, autostrada A1 devenind astfel, prima autostradă bulgărească care este dată în exploatare pe întregul traseu.